# Station Miączyn
Station Miączyn is een spoorwegstation in de Poolse plaats Miączyn.